# Am Seegestade
Die Konzertetüde Am Seegestade – eine Erinnerung (Na břehu mořském – Vzpomínka), Op. 17 ist eine Komposition von Bedřich Smetana für Klavier solo in gis-Moll. Das Stück wurde im Jahre 1861 komponiert, hat eine Spieldauer von etwa 5 bis 6 Minuten und ist – wie schon am Titel erkennbar – als eine Erinnerung an die Göteborger Zeit des Komponisten zu verstehen. 

## Geschichte
Smetana schrieb Am Seegestade, drei Monate nachdem er aus Göteborg wieder zurückgekommen war, im September 1861 in Prag. Das Werk wurde von ihm selbst im Rahmen eines Konzertes seiner Tournee durch Deutschland und die Niederlande am 9. November 1861 uraufgeführt. Erstmals in Druck ging die Konzertetüde im Juli 1864 in Prag, zusammen mit anderen Werken der 15 besten Musikschüler von Josef Proksch in der VI. Abtheilung der Grossen Pianoforte-Schule des Pädagogen.

## Musik
Nach einer kleinen Einleitung beginnt die Präsentation des Hauptthemas, das aus virtuosen, wellenartigen Zweiunddreißigstellläufen heraussticht. Tempobezeichnung für diesen Abschnitt des Stückes ist Moderato ma non troppo. Das Motiv wird mithilfe diverser Modulationen durch verschiedene Tonarten wie Fis-Dur, H-Dur, B-Dur, C-Dur, Cis-Dur, es-Moll und Es-Dur hindurchgeführt. Der Strom geht beinahe nahtlos über einen ausfigurierten Es7 in einen Fortississimo-Teil in As-Dur über, der im Allegro das Thema in wuchtigen Oktaven verwendet, weiterführt und es in einem kräftigen As-Dur-Akkord ohne Terzen nach 18 Takten enden lässt. Nach einer kleinen, quasi kadenzartigen Überleitung kehrt der Anfangsteil – die Tonart aus dem vorhergehenden Teil wurde beibehalten – wieder zurück, nun durchgängig und ruhig im Pianissimo, womit die Konzertetüde sanft beendet wird.